# Jeff Fillion
Pour les articles homonymes, voir Fillion.
Jeff Fillion, né Jean-François Fillion, est un animateur de radio canadienne (né le 3 août 1967 à Chicoutimi).
Il est l'animateur de l'émission matinale de la station CHOI-FM entre 1996 et 2004. Il est aussi directeur des programmes de 1995 à 2002. Son émission Le monde parallèle de Jeff Fillion devient la plus écoutée à Québec. Il quitte cette station à la suite de poursuites civiles pour diffamation, puis lance sa propre émission de radio internet nommée Radio pirate.
Il est embauché par Bell Média et sera sur les ondes de NRJ 98.9 à partir du 3 mars 2014. Il est toutefois congédié en avril 2016 à la suite d'un commentaire controversé et jugé déplacé sur Twitter. 
CHOI Radio X décide par la suite de donner une autre chance à Jeff Fillion. L’animateur anime donc Fillion le midi à CHOI Radio X depuis août 2016 en compagnie de ses collaborateurs Claude « Gerry Pizza » Trudel et Camille Bergeron. Il participe à chaque jeudi dans une chronique (Le One Two Punch) dans Maurais Live sur CHOI Radio X. Il annonce son départ de CHOI Radio X pour août 2022.

## Biographie
Il naît à Chicoutimi, de parents enseignants. Son père, Gilbert Fillion, a été député du Bloc québécois. Sa mère est Louise Michaud et il a trois sœurs.
Fillion allait à la polyvalente Charles-Gravel. Il quitte le Cégep de Chicoutimi en 1986 avant d’obtenir son diplôme. Déjà, « Jeff » occupe un emploi bien payé d'animateur de radio dans sa région.
Dans sa jeunesse, il se considère comme de gauche, mais se rapproche des idées conservatrices au courant de années 1990 alors qu'il est consultant pour des stations en Floride. À cette époque il est fasciné par la culture populaire et la politique américaine, ainsi que les animateurs provocateurs comme Rush Limbaugh et Howard Stern.
Fillion revient au Canada vers 1996 pour travailler à la station CHOI venant d'être achetée par Genex. Il devient « morning man ». En 2002, son principal concurrent, Robert Gillet, est arrêté dans le cadre d'une enquête sur la prostitution juvénile. En 2004, son émission matinale Le Monde parallèle de Jeff atteint le sommet des sondages dans sa case horaire, avec une part d'environ 25% de l'auditoire. C'est d'ailleurs à cette époque qu'il forge et popularise le terme « clique du Plateau » mais aussi que celui de « radio poubelle » apparaît dans les médias.
Fillion quitte CHOI en mars 2005 à la suite de l'accumulation de plaintes le visant lui et son employeur. En effet, une douzaine de poursuites, pour plus de 6 millions de dollars, sont portées contre lui depuis 1998. Elles sont toutes réglées hors cour, sauf l'affaire Chiasson, qui est déterminante dans sa démise. Fillion annonce quelques mois plus tard le lancement d'une radio internet payante, qui prendra le nom de RadioPirate et qui demeure active. En 2007, la Cour d’appel rend sa décision dans l'affaire Chiasson : Fillion, ses anciens employeur et co-animateurs sont condamnés à payer 300 000$ à Sophie Chiasson.
Au printemps 2014 il est embauché par NRJ Québec et revient sur les ondes FM de la vieille capitale. Il est de nouveau congédié en avril 2016, après avoir publié sur Twitter des emojis jugés ironiques en réponse au suicide du fils d'Alexandre Taillefer. Il est néanmoins engagé par CHOI plus tard en 2016. L'émission du midi qu'il anime est diffusée avec un délai de 40 secondes, au cas où l'animateur échapperait des propos problématiques sur le plan légal. Dans le marché de la ville de Québec, l'émission Fillion est en 2016 la plus écoutée de sa case horaire, avec une moyenne de 23 600 auditeurs au quart d'heure. En novembre 2018, l'émission est en deuxième position le midi avec 26 000 auditeurs pour le marché central de Québec, mais en première position dans le marché régional avec 42 600,.

## Historique juridique

### Démêlés avec le CRTC
La station CHOI-FM est menacée deux fois d'être chassée des ondes par le Conseil de la radiodiffusion et des télécommunications canadiennes (CRTC), notamment à cause d'accusations de propos offensants et d’attaques personnelles tenus, entre autres, par l’animateur vedette,.
À cette occasion, la station CHOI-FM organise une diffusion en plein air, devant le Parlement. La cause est portée en appel à la Cour d'appel fédérale.

### Condamnation dans l'affaire Sophie Chiasson
À la suite d'un procès en diffamation, Jeff Fillion, la station et ses coanimateurs sont condamnés, le 11 avril 2005, à verser 340 000 $ (montant révisé à 300 000 $ au terme de l'appel en 2007) en dommages-intérêts à l'animatrice de télévision Sophie Chiasson.

### Condamnation dans l'affaire de l'ADISQ
Le 26 juin 2007, Genex, Patrice Demers et Jeff Fillion sont condamnés à payer 593 000 $ à l'Association québécoise de l'industrie du disque, du spectacle et de la vidéo (ADISQ), Solange Drouin, Lyette Bouchard et Jacques K. Primeau. Il questionne la crédibilité de l'ADISQ, le copinage dans l'industrie de la musique et accuse l'ADISQ d'être une mafia où c'est toujours un même groupe d'amis qui se retrouve à sa tête. Il est particulièrement dur à l'endroit de Solange Drouin qu'il traite entre autres de « vache » et de « plotte ».
Cette cause, malgré le montant élevé accordé, fait peu parler puisqu'elle tombe en plein été et en début de vacances. Il faut aussi noter que Genex était assurée contre les poursuites à l'époque des propos litigieux et ce sera donc la compagnie d'assurances qui paiera la peine[réf. nécessaire].
La cour d’appel du Québec réduit ce montant à 183 000 $. En 2009, la Cour suprême refuse d’entendre l’ADISQ qui réclame un montant plus élevé.

### Condamnation dans l'affaire Pierre Jobin
M. Fillion est condamné à verser 150 000 $ au journaliste et présentateur Pierre Jobin de TVA Nouvelles pour des propos diffamatoires. Jeff Fillion qualifie Pierre Jobin « de « niaiseux », de « vendeur d'assurances », de « mange-merde », de « brain washé », de « sac de merde », d'un gars « qui passe bien à la télé, mais ça s'arrête là » ou de « bel écœurant qui n'a pas de couilles » et qui était incapable de faire preuve de sympathie envers les victimes du réseau de prostitution juvénile mis au jour dans la foulée de l'enquête Scorpion menée, à l'époque, par la police de Québec »,.
Ces insultes font suite à la diffusion d'un reportage à TVA sur l'affaire du golf érotique, un bordel à ciel ouvert avec des prostituées mineures au club de golf du Mont Tourbillon, le 20 février 2003. Radio X commandite l'événement. Ses logos se retrouvent partout sur les isoloirs et sur un camion avec gyrophare à l'entrée. CHOI-FM assure l'animation et opère la disco mobile. Le calendrier de femmes dénudées Dream team est distribué. Le patron de Radio X, Patrice Demers, et l’animateur Jeff Fillion sont sur place,.
Dès le lendemain de la diffusion du reportage, Fillion commence à insulter Pierre Jobin régulièrement. Il l'harcèlera pendant 4 ans.
Ces attaques répétées font sombrer Pierre Jobin dans des périodes d'anxiété et de stress. Il perd confiance en lui face à sa famille et ses collègues de travail. Il développe la peur d’être agressé par des auditeurs de Radio X dans la rue. Il a des pensées suicidaires.
En 2009 Patrice Demers et Jeff Fillion poursuivent à leur tour Pierre Jobin, laissant entendre qu'il a préparé divers reportages à TVA dans le but de leur nuire. Le reportage sur le tournoi de golf érotique est au cœur du litige. Ils réclamant 950 000$ en dommages. Le juge, ayant évalué la qualité des reportages, va rejeter la plainte.

### Conflit avec Genex
Le 25 janvier 2008, Genex ordonne la saisie des actifs de son ancien animateur. Les huissiers gèlent les actifs financiers de la compagnie appartenant à Jeff Fillion ainsi que ses actifs bancaires personnels et sa caisse de retraite. Genex réclame 90 000 $ à son ancien animateur pour récupérer une partie de l'argent qu'elle a perdu dans une poursuite intentée contre elle et Fillion.

## Radio sur Internet et par satellite
Le 17 mars 2006, soit un an exactement après son départ de CHOI-FM, Jean-François Fillion prend le micro d'une webradio baptisée RadioPirate, de 7 à 11 heures du matin. Il compte cette fois utiliser les nouveaux médias, webradio et podcast, pour partager ses opinions. Son émission est également diffusée, depuis le 5 septembre 2006, sur la radio satellite XM, canal 172. En août 2011, la nouvelle direction de XM met fin au contrat de Fillion. L'animateur poursuit la diffusion de son émission sur Internet. Il continue d'animer sur internet même après son embauche à NRJ puis CHOI. Depuis octobre 2018, un chroniqueur du nom de Carl Samson fait son apparition dans le show de Jeff soit le mardi et vendredi uniquement dans la version de Radio Pirate. En avril 2022, il annonce son départ de CHOI Radio X. Il explique qu'à partir du mois d'août 2022, il se consacrera entièrement à Radio Pirate.

## Politique
En juin 2009, Fillion indique qu'il se porte candidat à la mairie de Québec lors des élections municipales du 1er novembre. Sa candidature est confirmée le jeudi 1er octobre 2009. L'animateur juge inacceptable que le maire sortant, Régis Labeaume, n'ait aucune opposition à cette élection, à la suite du retrait de celui qui était considéré comme son principal rival, Alain Loubier. Fillion obtient 8,5 % des votes, ce qui le place en deuxième position derrière Labeaume à 79,9 %[réf. nécessaire].